# Аналогия
Анало́гия (др.-греч. ἀναλογία «пропорция, соответствие, соразмерность») — подобие, равенство отношений; сходство предметов, явлений, процессов, величин и т. п. в каких-либо свойствах, а также познание путём сравнения, например:
| …                           | {\displaystyle \rightarrow } | …                           |
| {\displaystyle \downarrow } |                              | {\displaystyle \downarrow } |
| площадь                     | {\displaystyle \rightarrow } | объём                       |
| {\displaystyle \downarrow } |                              | {\displaystyle \downarrow } |
| треугольник                 | {\displaystyle \rightarrow } | пирамида                    |
| {\displaystyle \downarrow } |                              | {\displaystyle \downarrow } |
| …                           | {\displaystyle \rightarrow } | …                           |

## Модели аналогии
Модель аналогии (лат. modus — образец, копия, образ) — предметная, математическая или абстрактная система, имитирующая или отображающая принципы внутренней организации, функционирования, особенностей исследуемого объекта (оригинала), непосредственное изучение которого, по разным причинам, невозможно или усложнено. В процессе познавательного мышления, «модель аналогии» выполняет разнообразные функции, для сжатого объяснения (описания по образу аналогии) произведения, теории, учения, гипотезы, интерпретации и так далее. Модели широко используются в математике, логике, структурной лингвистике, физике, для моделирования человеческого сообщества, истории, в аналитике и других областях знаний. Умозаключения за «модель аналогии», являются гипотетическими — истинность или ошибочность которых, в дальнейшем, обнаруживается (подтверждается или опровергается) в ходе проверки (испытаний).
- Аналогия в философии — умозаключение, в котором от внешней подобности предметов за одними признаками, делается вывод про возможность их схожести по другим признакам. К примеру понятие «аналогично» употребляется при умозаключении по аналогии, знания, полученные при рассмотрении предмета (объекта, модели), переносятся на другой, менее доступный для исследования (созерцания, диалога).
- Аналогия в квантовой физике — нашла широкое применение, с её помощью выстраивались обширные абстрактные теории-аналогии, — модели призванные лучше понять природу вещей, спрятанную от человеческого зрения. Модель заменяет этот объект, давая общее представление о нём, или же в процессе целевого изучения оригинала, для получения новой информации о нём. Данные модели применялись при описании атома, или атомарной структуры.
- Аналогия в математике:
  - «Возможно не существует открытий ни в элементарной, ни в высшей математике, ни даже, пожалуй, в любой другой области, которые могли бы быть сделаны без аналогии». Дьёрдь Пойа.
  - «Математик — это тот, кто умеет находить аналогии между утверждениями, лучший математик — тот, кто устанавливает аналогии доказательств, более сильный математик — тот, кто замечает аналогии теорий; но можно представить себе и такого, кто между аналогиями видит аналогии». Стефан Банах.
- Аналогия в биологии — сходство каких-либо структур или функций, не имеющих общего происхождения, понятие противоположное гомологии.
- Аналогия в теологии (аналогия сущего, аналогия бытия, лат. Analogia entis) — один из основных принципов католической схоластики, обосновывает возможность познания бытия Бога из бытия сотворённого им мира.
- Аналогия в лингвистике — уподобление одной единицы языка другой в каком-либо отношении.
- Аналогия в праве — правовой институт, разрешающий различного рода правовые споры и коллизии[3].